# Pelle Ohneschwanz
Pelle Ohneschwanz, Alternativtitel Kater Schwanzlos, ist ein schwedischer Zeichentrickfilm von Jan Gissberg und Stig Lasseby aus dem Jahr 1981. Er beruht auf der Kinderbuchreihe Pelle Schwanzlos von Gösta Knutsson.

## Handlung
Auf einem Bauernhof werden fünf Kätzchen geboren. Der Besitzer will jedoch nur eine Katze behalten, andere Kätzchen werden in der Umgebung angenommen und am Ende bleibt nur ein schwarz-weißer Kater übrig, der zudem nur einen Stummelschwanz hat. Der Vorarbeiter soll den Kater ertränken, doch erscheint in dem Augenblick ein Urlauber aus der Stadt. Der Vorarbeiter schmuggelt den Kater in dessen Auto. So erreicht er Uppsala und wird am Ende von der Familie des Urlaubers aufgenommen. Vor allem Tochter Birgitta hat den Kater in ihr Herz geschlossen und gibt ihm den Namen Pelle. Pelle erhält eine Fliege um den Hals und eine Kappe auf den Kopf. So nimmt Birgitta ihn eines Tages mit auf einen Ausflug, wo Pelle von einer Bulldogge gejagt wird. Er rettet sich in einen verfallenen Hinterhof, wo er den gemeinen Kater Mike Mäuseschreck und seine beiden Handlanger Bill und Bull kennenlernt. Mike macht sich über Pelles fehlenden Schwanz lustig.
Die schöne Katze Molly Sahnenase erscheint auf dem Hof und Pelle ist fasziniert von ihr. Mike will ihn hereinlegen und behauptet, dass Molly Liebeslieder mag. Am Abend erscheint Pelle vor ihrem Fenster und beginnt zu singen. Er weiß nicht, dass die Halter von Molly bei „Katzenmusik“ wütend werden. Molly jedoch warnt ihn rechtzeitig und lädt ihn zum Essen ein. Mike, der glaubt, Pelle sei für seinen Gesang bestraft worden, erscheint nun rufend vor Mollys Fenster und wird von ihren erbosten Besitzern verjagt und nassgespritzt. Mike ist wütend auf Pelle und ruft eine stadtweite Versammlung der Katzen ein. Er behauptet, dass sich Pelle als Landkatze über die Stadtkatzen lustig mache, da er glaube, viel klüger zu sein. Die Katzen beschließen auf Mikes Initiative hin, Pelle eine Lektion zu erteilen.
Pelle erhält wenig später eine Exklusiveinladung zum jährlichen Frühlingstanz der Katzen. Beim Tanzen stellt er sich ungeschickt an und wird von Mike verhöhnt. Er zieht sich traurig zurück und trifft hier auf eine Schlange, die sich so verknotet, dass sie zu ersticken droht. Pelle rettet sie und die Schlange verspricht, auch ihm einmal zu helfen. Wenig später wird auf dem Tanzfest ein Quiz veranstaltet, bei dem Mike Rechenaufgaben vorliest, wobei die Katzen das Ergebnis als Schattenspiel mit ihrem Schwanz formen müssen. Obwohl Mike allen Teilnehmern die Lösungen der einfachen Aufgaben im Voraus mitgeteilt hat, versagen fast alle Katzen. Pelle wiederum erhält eine sehr schwere Rechenaufgabe. Er kann sie zwar lösen, sie jedoch ohne Schwanz nicht zeigen. Die Schlange eilt ihm zu Hilfe, formt die Lösung und Pelle gewinnt. Mike versucht nun, Pelle bei seiner Familie zu diskreditieren und zerstört einen Geburtstagskuchen, der für Birgittas Bruder gedacht war. Pelle wird für den Schaden verantwortlich gemacht und zur Strafe in den Wäscheraum gesperrt. Hier hat die Familie das Bügeleisen angelassen; nachts beginnt es zu brennen und Pelle rettet durch sein Miauen die Familie. Er erhält eine Tapferkeitsmedaille und ein extra großes Tortenstück.
Mike zeigt sich von der Medaille wenig beeindruckt, zähle am Ende doch nur eine Goldmedaille bei der Katzenolympiade. Pelle ist traurig, ahnt er doch nicht, dass Mike sich diese Olympiade nur ausgedacht hat. Mike organisiert die Veranstaltung, bei der er in allen Disziplinen durch Falschspiel gewinnt. Sein Betrug wird am Ende offengelegt und Mike wird disqualifiziert, während Pelle die Goldmedaille erhält und endgültig Mollys Herz gewinnt. Während einer wutentbrannten Rede vor den Katzen fordert Mike kurz darauf die Ausweisung sämtlicher Landkatzen aus der Stadt. Dem wird zögerlich zugestimmt. Die Katzen lauern Pelle auf und Mike hetzt die Bulldogge auf ihn. Pelle jedoch hat bemerkt, dass das Kind von Katze Frida auf ein Baugerüst geklettert ist und in Gefahr schwebt. Trotz Attacken der Bulldogge gelingt es Pelle unter Lebensgefahr, das Kätzchen zu retten. Die Bulldogge jagt am Ende Mike, Bill und Bull nach. Pelle wird von den Katzen gefeiert und in die Stadtkatzengemeinschaft aufgenommen. Die Sommermonate wird er mit seiner Familie jedoch auf dem Land verbringen und der Vorarbeiter zeigt sich erfreut, ihn wiederzusehen.

## Synchronisation
| Rolle                        | Originalsprecher               | Deutscher Sprecher |
| ---------------------------- | ------------------------------ | ------------------ |
| Pelle                        | Mats Åhlfeldt                  | Stefan Krause      |
| Mike Mäuseschreck            | Ernst-Hugo Järegård            | Mogens von Gadow   |
| Bill & Bull                  | Carl Billquist Björn Gustafson | Willi Röbke        |
| Molly Sahnenase              | Ewa Fröling                    | Dagmar Heller      |
| Richard von Rickomberga      | Nils Eklund                    | Fred Klaus         |
| Laban vom Observatoriumspark | Charlie Elvegård               |                    |
| Gullan von Arkadien          | Lena-Pia Bernhardsson          |                    |
| Gammel-Maja vom Kirchturm    | Wallis Grahn                   |                    |
| Kalle Gorm, die Schlange     | Åke Lagergren                  |                    |
| Krähe                        | Gunnar Ernblad                 | Hartmut Neugebauer |
| Frida                        | Gunilla Norling                |                    |
| Fritz                        | Jan Sjödin                     | Norbert Gastell    |
| dicke Ratte                  | Eddie Axberg                   |                    |
| Vater                        | Axel Düberg                    | Fred Klaus         |
| Mutter                       | Helena Brodin                  |                    |
| Birgitta                     | Kajsa Bratt                    | Alexandra Mink     |
| Bolle                        | Niklas Rygert                  | Inez Günther       |
| Landwirt                     | Sture Hovstadius               | Norbert Gastell    |
| Hof-Verwalter                |                                | Mogens von Gadow   |

## Produktion
Pelle Ohneschwanz beruht auf verschiedenen Erzählungen der Kinderbuchreihe um Pelle Svanslös von Gösta Knutsson, die ab 1939 erschien. Drehbuchautor Leif Krantz fügte dabei auch Figuren hinzu, die es in den Büchern nicht gibt, so die Schlange und die böse Bulldogge. Es war die erste Langverfilmung über den Kater Pelle, die 1985 mit Pelle auf großer Fahrt fortgesetzt wurde. Die Arbeit am Zeichentrickfilm, der aus 80.000 Einzelzeichnungen besteht, begann 1978. Es war die erste Langfilmregie von Jan Gissberg. An der Produktion des Filmes waren mehrere skandinavische Filmgesellschaften und Studios beteiligt, wie unter anderem: Film-Labor, Sandrews, Svenska Filminstitutet (SFI), Teamfilm AS und Treklövern.
Im schwedischen Original wurden die Figuren von Schauspielern wie Ewa Fröling, Ernst-Hugo Järegård, Björn Gustafson und Eddie Axberg gesprochen.
Pelle Ohneschwanz lief am 25. Dezember 1981 in den schwedischen Kinos an und kam am 3. Dezember 1982 auch in die deutschen Kinos. Das Fernsehen der DDR zeigte den Film am 24. Dezember 1985 auf DFF 1. Im schwedischen Fernsehen war der Film erstmals im August 1997 zu sehen. Pelle Ohneschwanz wurde im Januar 1997 in Deutschland auf Video veröffentlicht und erschien im Mai 2005 auch auf DVD; im Oktober 2000 war der Film in Schweden auf DVD veröffentlicht worden.

## Kritik
Der film-dienst nannte Pelle Ohneschwanz einen „Zeichentrickfilm, der nach witzigem und poetischem Beginn in Genreklischees abrutscht.“ „Spaß für die ganz Kleinen“, fasste Cinema zusammen.

## Auszeichnungen
Vom Schwedischen Filminstitut erhielt der Film 1982 rückwirkend eine Förderung als kvalitetsbidrag (Qualitätsbeitrag). Auf dem Filmfestival in Manila gewann Pelle Ohneschwanz 1983 den Kinderfilmpreis.